# Gerald Ford
Gerald Rudolph Ford Jr. (Omaha, Nebraska; 14 de julio de 1913-Rancho Mirage; 26 de diciembre de 2006), nacido como Leslie Lynch King Jr., fue un abogado y político estadounidense. Ejerció como el trigésimo octavo presidente de los Estados Unidos entre el 9 de agosto de 1974 hasta el 20 de enero de 1977, tras la dimisión de Richard Nixon por el escándalo Watergate.
Anteriormente había desempeñado el cargo de vicepresidente del país, durante ocho meses, tras la renuncia de Spiro Agnew. Fue el primero en ser elegido según el procedimiento establecido en la Vigesimoquinta Enmienda a la Constitución de Estados Unidos y al asumir la presidencia, se convirtió también en la primera y hasta ahora única persona que ha ejercido tanto la vicepresidencia como la presidencia de Estados Unidos, sin haber sido elegida por el Colegio Electoral. Fue miembro del Partido Republicano.
Durante su presidencia finalizó la guerra de Vietnam y se firmaron los Acuerdos de Helsinki. En cuanto a política interna, Ford se encontró ante el peor panorama económico desde la Gran Depresión: el país entró en recesión y hubo una creciente inflación. Una de sus decisiones más polémicas fue dar el indulto al presidente Richard Nixon, implicado en el llamado Escándalo Watergate. 
En 1976 Ford derrotaría a Ronald Reagan en la nominación del Partido Republicano, pero perdería por un escaso margen ante el demócrata Jimmy Carter en las elecciones presidenciales de ese año. Su mandato presidencial, que duró 895 días, es el más corto de entre los presidentes de los Estados Unidos que no murieron mientras ejercían el cargo. 
Descrito a menudo como poco inteligente, su predecesor Lyndon B. Johnson decía que Ford era «incapaz de mascar chicle y caminar al mismo tiempo». Posteriormente a sus años en la presidencia, Ford siguió participando en el Partido Republicano. Después de sufrir problemas de salud, murió en su casa el 26 de diciembre de 2006 a los noventa y tres años de edad.

## Infancia y juventud

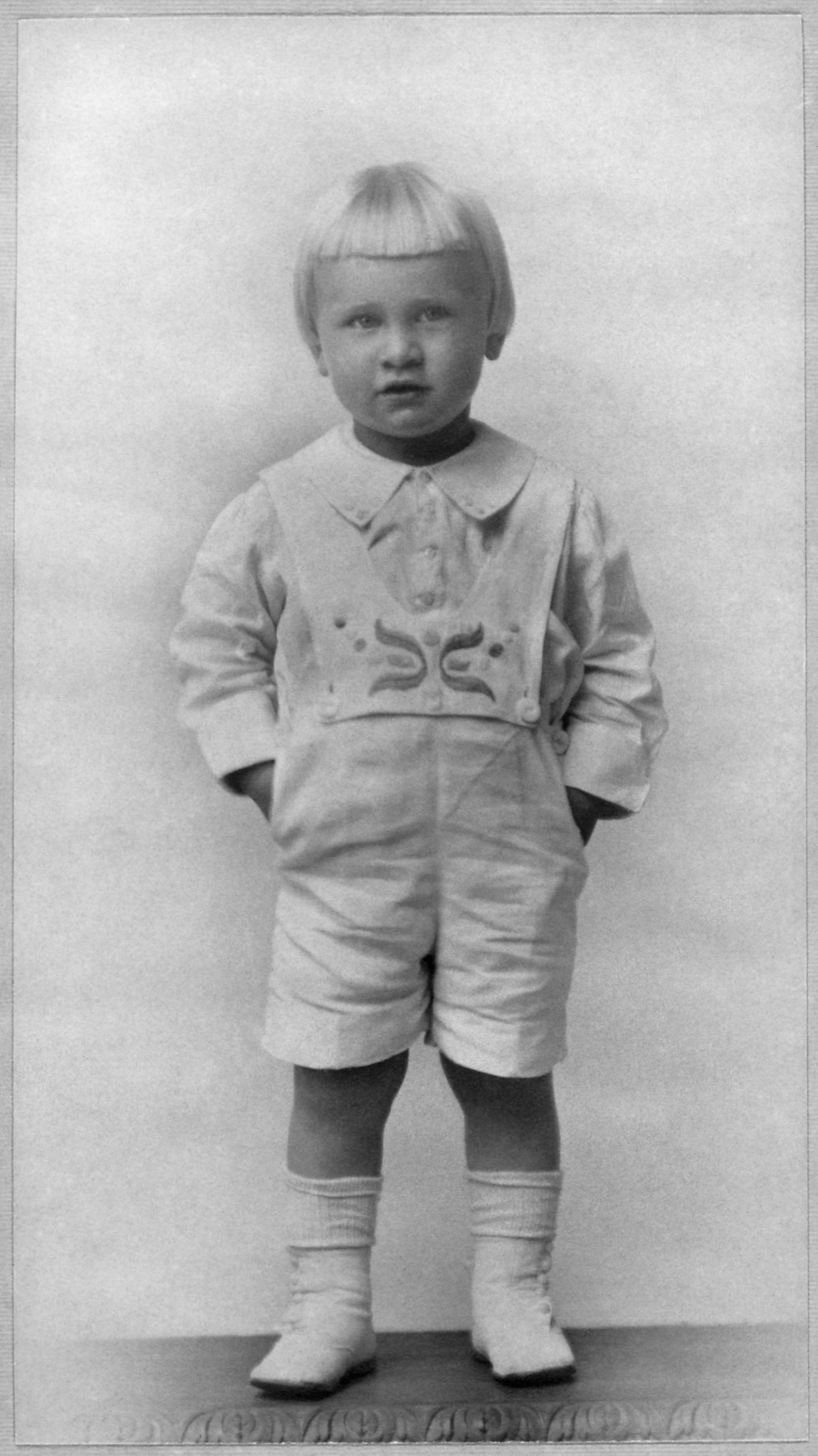
Ford en 1916.

Gerald Ford nació el 14 de julio de 1913 en Omaha, Nebraska con el nombre de Leslie Lynch King, Jr. Fue hijo de Dorothy Ayer Gardner y Leslie Lynch King, Sr., un comerciante de lana. En su hogar de Oklahoma vivían también los abuelos paternos de Ford: el banquero Charles Henry King y Martha Alicia Porter. Dorothy se separó de King dieciséis días después de nacido el bebé, después de que King, en un arranque de celos, la amenazara con un cuchillo, y se mudó a Oak Park, una localidad de Illinois en donde vivían su hermana Tanisse y su cuñado Clarence Haskins James. Más tarde se fue al hogar de sus padres, Levi Addison Gardner y Adele Augusta Ayer, en la ciudad de Grand Rapids (Míchigan). Dorothy y King se divorciaron en diciembre de 1913, y la madre obtuvo la custodia de su hijo. En febrero de 1916, Dorothy se casó en segundas nupcias con el vendedor Gerald Rudolff Ford, Sr., por lo que Leslie Lynch King, Jr. fue rebautizado Gerald Rudolff Ford, Jr., aunque no cambió su nombre legalmente sino hasta 1935, y siempre firmó como Gerald Rudolph Ford, Jr. El abuelo paterno de Ford, Charles Henry King, se ocupó de la manutención económica de su nieto hasta poco antes de su muerte en 1930.

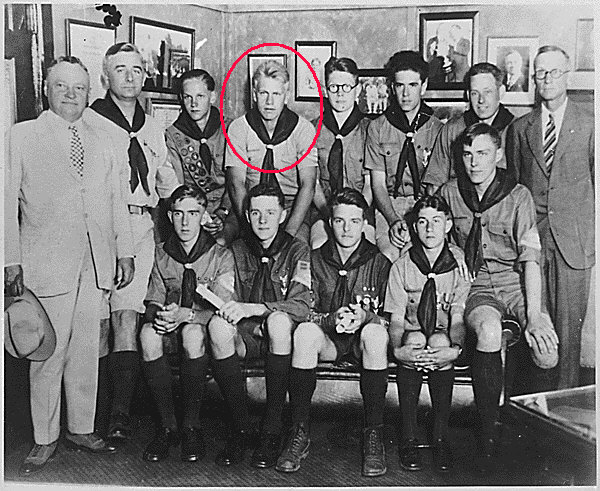
Gerald Ford (marcado con un círculo rojo) en 1929 como Boy Scout.

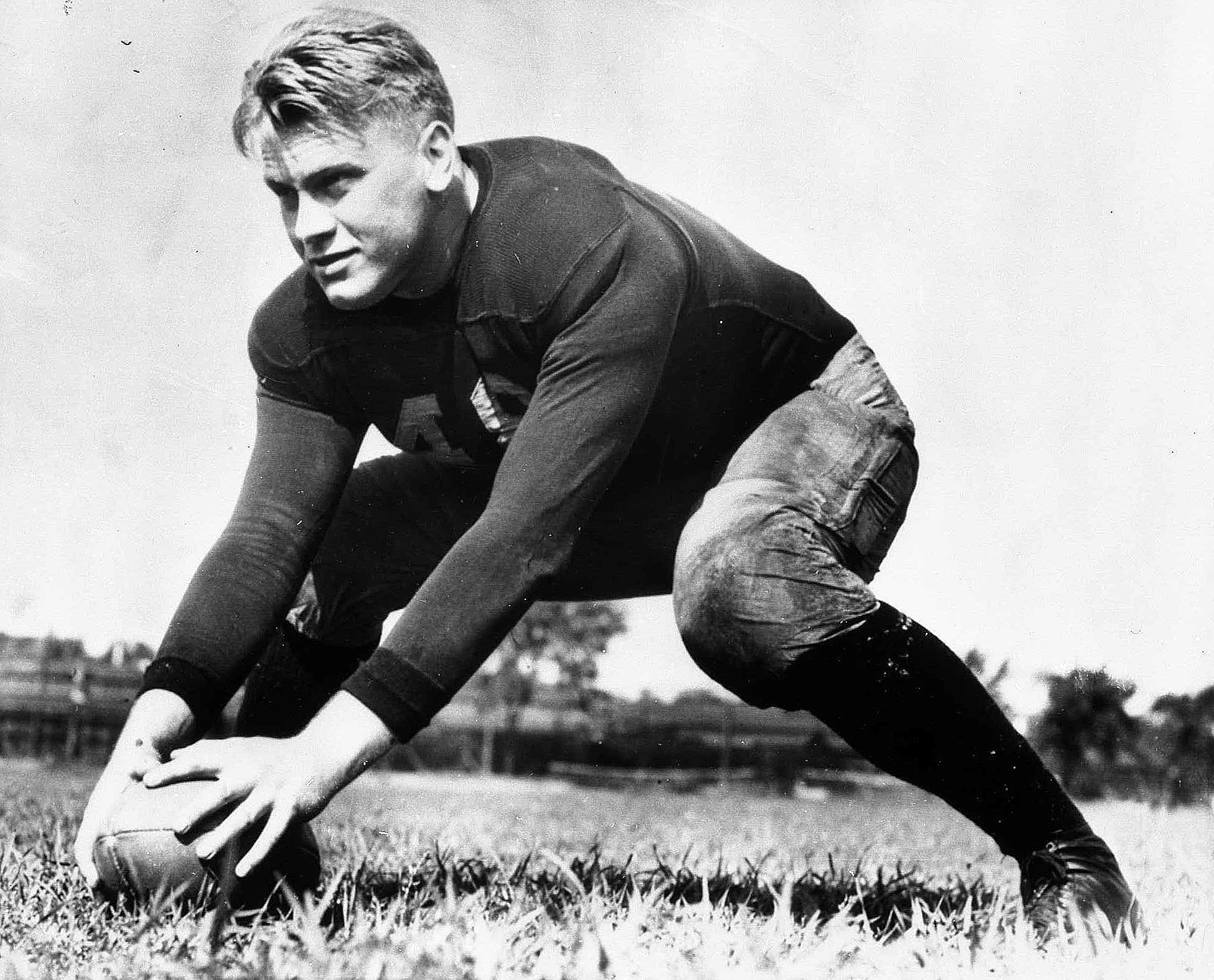
Ford con su uniforme de los Wolverines en 1933.

Ford formó parte de los Boy Scouts de América, y alcanzó el rango más elevado en la organización, el de Eagle Scout. Los Boy Scouts fueron importantes a lo largo de toda la vida de Ford y su familia pidió que estuvieran presentes en su funeral. Cerca de 400 Eagle Scouts formaron parte del cortejo fúnebre, donde formaron una guardia de honor al aproximarse el féretro al Museo del Presidente Gerald R. Ford. Unos cuantos fueron seleccionados como acomodadores dentro de la catedral Nacional de Washington.
Ford asistió a la escuela preparatoria Grand Rapids South High School, donde fue un atleta destacado y capitán del equipo de fútbol americano. En 1930, fue seleccionado por el equipo All-City de la liga Grand Rapids City League. También llamó la atención de reclutadores universitarios.
Se matriculó en la Universidad de Míchigan en 1935, y aplicó para su escuela de leyes. donde se distinguió como estudiante y como deportista. Jugó como center y linebacker para el equipo de fútbol americano, ayudando a los Michigan Wolverines a tener temporadas invictas y campeonatos nacionales de la División I de la NCAA de los Estados Unidos en 1932 y 1933, aunque en la temporada de 1934 los Wolverines solo ganaron un solo partido. Ford se convirtió en un jugador muy importante para Míchigan después de un partido en el cual Míchigan pudo mantener el marcador empatado a cero en contra del equipo favorito, los Minnesota Golden Gophers (ese año los Gophers terminarían como campeones nacionales). Ford recordó tiempo después: "Durante 25 años en los altibajos del mundo de la política, frecuentemente recordaba mis experiencias anteriores, durante y después de ese partido en 1934. Recordarlas me ayudó en muchas ocasiones para enfrentarme con situaciones difíciles, para decidir qué acciones debía ejecutar y para hacer todo el esfuerzo posible a pesar de las probabilidades adversas." Sus compañeros de equipo le nombraron como el jugador más valioso, pues como dijo un entrenador asistente: "se dieron cuenta de que Jerry era un tipo que se quedaría y pelearía por una causa perdida."
En el transcurso de esa misma temporada, en un partido contra la Universidad de Chicago, Ford "se convirtió en el único futuro presidente de los Estados Unidos que logró placar a un futuro ganador de un Trofeo Heisman cuando derribó al running back Jay Berwanger, quien ganaría el primer Heisman al año siguiente." En 1934, Ford fue invitado para jugar en San Francisco en un partido de beneficencia para niños lisiados, el cual se llevó a cabo el 1 de enero de 1935.[cita requerida] Siendo parte del equipo Collegiate All-Star de 1935, Ford jugó en contra de los Chicago Bears en un partido de exhibición en el Soldier Field. Por la carrera política de Ford como presidente de Estados Unidos, en 1994, la Universidad de Míchigan retiró oficialmente el número 48 que utilizó Ford.

## Reserva Naval de los Estados Unidos
Después del ataque japonés a Pearl Harbor el 7 de diciembre de 1941, Ford se alistó en la armada. Recibió un nombramiento como alférez de la Reserva Naval el 13 de abril de 1942. El 20 de abril, se presentó al servicio activo para la escuela de instructores V-5 en Annapolis, Maryland. Después de un mes de entrenamiento, fue a la escuela de vuelo en Chapel Hill, Carolina del Norte, donde fue uno de los 83 instructores y enseñó técnicas elementales de navegación, artillería, primeros auxilios y ejercicios militares. Además, entrenó los nueve deportes que se ofrecían, sobre todo natación, boxeo y fútbol. Durante el año que estuvo en esta escuela, fue ascendido a teniente, Junior Grade, el 2 de junio de 1942, y a teniente, en marzo de 1943.

### Servicio en el mar
Después de que Ford solicitó el servicio marítimo, fue enviado en mayo de 1943 al destacamento de preparación para el nuevo portaaviones USS Monterey  (CVL-26), en la Corporación de Construcción Naval de Nueva York, Camden, Nueva Jersey. Desde la puesta en servicio de este barco el 17 de junio de 1943, hasta finales de diciembre de 1944, Ford sirvió como asistente de navegación, oficial de atletismo y oficial de batería antiaérea. Mientras estaba a bordo, participó en muchas acciones en el teatro de operaciones del Pacífico con la tercera y quinta flota a fines de 1943 y 1944. En 1943, el portaviones ayudó a asegurar la isla Makinen Gilberts, y participó en ataques de portaaviones contra Kavieng, en Nueva Irlanda en 1943. Durante la primavera de 1944, el USS Monterey apoyó desembarcos en Kwajalein y Eniwetok y participó en ataques de portaaviones en las Islas Marianas, las Carolinas occidentales y el norte de Nueva Guinea, así como en la batalla del mar de las Filipinas.  Después de un reacondicionamiento, de septiembre a noviembre de 1944, aviones del USS Monterey lanzaron ataques contra la Isla Wake, participaron en ataques en las Filipinas y Ryukyus y apoyaron los desembarcos en Leyte y Mindoro.
Aunque el buque no fue dañado por las fuerzas niponas, el Monterey fue uno de los varios buques dañados por el tifón Cobra que golpeó la Tercera Flota del Almirante William Halsey el 18 y el 19 de diciembre de 1944. La Tercera Flota perdió tres destructores y más de 800 hombres durante el tifón. El USS Monterey fue dañado por un incendio, que se inició después de que varios aviones se soltaron de sus cables y chocaron en la cubierta del hangar. Ford ejercía como oficial de cubierta y se le ordenó que bajara a evaluar el incendio. Lo hizo con plena seguridad e informó al oficial al mando del barco, el capitán Stuart H. Ingersoll. La tripulación pudo contener el fuego y la nave volvió a ponerse en marcha.
Después del incendio, el USS Monterey fue declarado no apto para el servicio, y el buque dañado llegó a Ulithi el 21 de diciembre antes de continuar a través del Pacífico hasta Bremerton, Washington, donde fue reparado. El 24 de diciembre de 1944, en Ulithi, Ford fue desvinculado del barco y destinado a la Escuela de Prevuelo de la Marina en el Saint Mary's College de California, donde fue asignado al Departamento de Atletismo hasta abril de 1945. Desde finales de abril de 1945 hasta enero de 1946, formó parte del personal de mando de entrenamiento de la Reserva Naval, en la Estación Aérea Naval de Glenview, Illinois, con el rango de capitán de corbeta.
Ford recibió los siguientes galardones militares: la medalla de la campaña americana, la medalla de la campaña asiático y el Pacífico con nueve 3 / 16 "estrellas de bronce (para las operaciones en las Islas Gilbert, Archipiélago Bismarck, Islas Marshall, asiáticos y del Pacífico incursiones en Hollandia, Marianas, Occidental Carolines, Nueva Guinea y la Operación de Leyte), la Medalla de Liberación de Filipinas con dos 3 / 16 "estrellas de bronce (por Leyte y Mindoro), y la medalla de la victoria de la Segunda Guerra Mundial.[cita requerida]

### Después de la guerra
En enero de 1946, Ford fue enviado al Centro de Separación, Great Lakes, para ser procesado. Fue liberado del servicio activo en condiciones honorables el 23 de febrero de 1946. El 28 de junio de 1946, el Secretario de la Marina aceptó la renuncia de Ford a la reserva naval. Ford permaneció como reservista naval inactivo hasta el año 1963.[cita requerida]

## Matrimonio e hijos
El 15 de octubre de 1948, Ford se casó con Elizabeth Bloomer (1918-2011) en la Iglesia Grace Episcopal en Grand Rapids. Mientras que para Ford fue su primer y único matrimonio, Bloomer se había divorciado tras un matrimonio de cinco años con William Warren.
Originaria de Grand Rapids, había vivido en la ciudad de Nueva York durante varios años, donde trabajó como modelo de moda de John Robert Powers y bailarina en la compañía auxiliar de Martha Graham Dance Company. En el momento de su compromiso, Ford estaba haciendo campaña para lo que sería su primero de 13 períodos como miembro de la Cámara de Representantes de los Estados Unidos. La boda se retrasó hasta poco antes de las elecciones porque, como informó The New York Times en un perfil de Betty Ford en 1974, "Jerry Ford se postuló para el Congreso y no estaba seguro de cómo se sentirían los votantes sobre su matrimonio con una divorciada".[cita requerida]
La pareja tuvo cuatro hijos:
- Michael Gerald, nacido en 1950.
- John Gardner, conocido como Jack, nacido en 1952.
- Steven Meigs, nacido en 1956.
- Susan Elizabeth, nacida en 1957.

## Congresista por Míchigan (1948-1973)

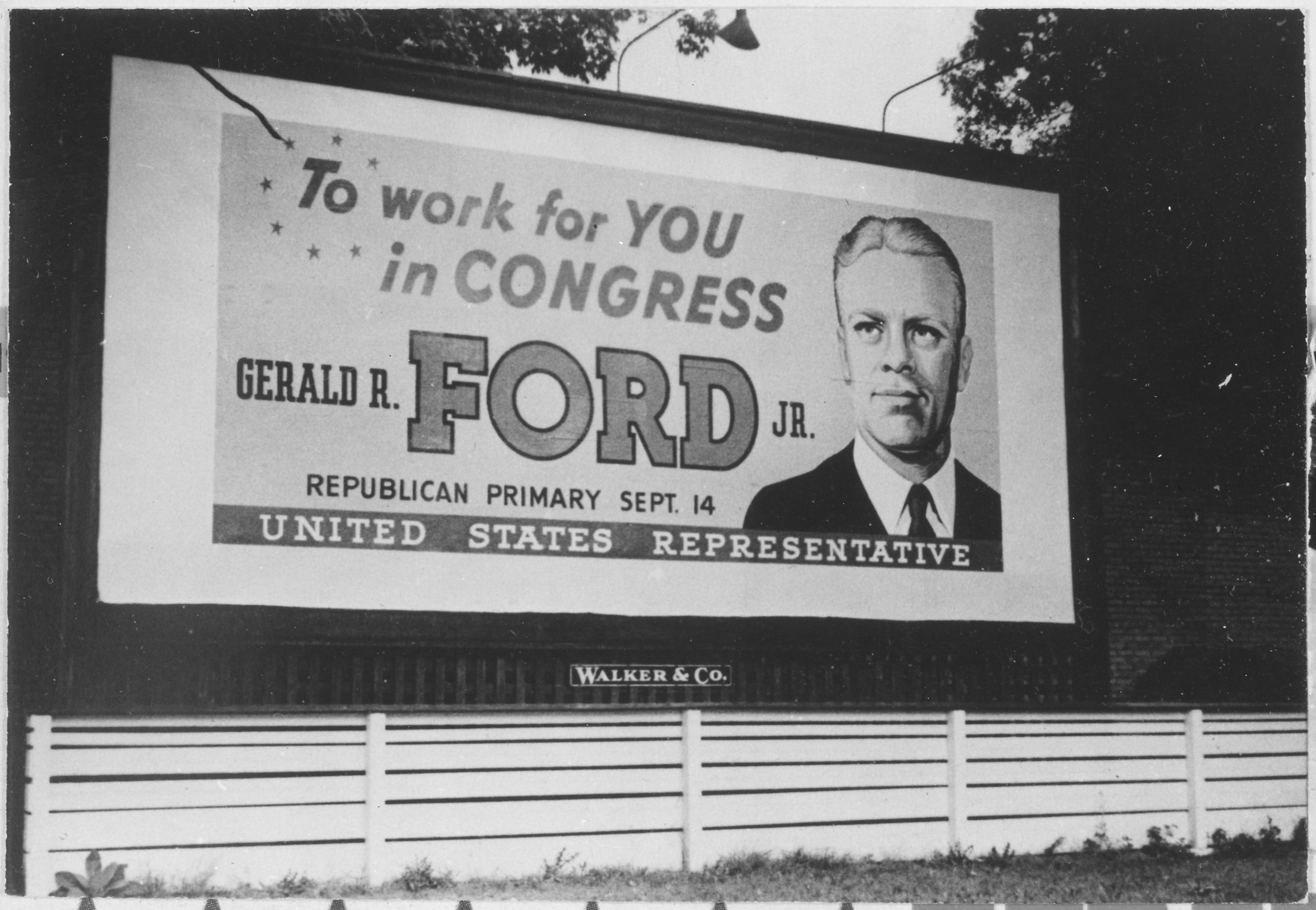
Una valla publicitaria de la campaña de Ford para el Congreso en 1948.

Gerald Ford en 1945

En 1948 Ford fue elegido miembro republicano de la Cámara de Representantes por Míchigan. Durante su permanencia en ella (hasta 1973), defendió una estricta política conservadora, oponiéndose al desarrollo de programas sociales por parte del gobierno federal, mientras defendió el aumento del presupuesto de defensa. En 1963 fue elegido jefe de la minoría republicana en la Cámara de los Representantes y el presidente Lyndon Johnson lo designó miembro de la Comisión Warren, encargada de investigar el asesinato de Kennedy.

## Vicepresidente de Estados Unidos (1973-1974)
En 1973 sustituyó al vicepresidente de Richard Nixon, Spiro Agnew, cuando este dimitió. La idea original de Nixon era colocar en el cargo a su secretario del Tesoro y exgobernador de Texas, John Connally, pero pronto se dio cuenta de que el Congreso no estaba dispuesto a confirmar a ningún político de perfil elevado y había logrado entablar buena relación tanto con republicanos como con demócratas.[cita requerida]
Asistió al entierro de Luis Carrero Blanco en 1973, militar presidente del gobierno español, con Francisco Franco, que fue asesinado por la banda terrorista ETA.[cita requerida]

## Presidente de Estados Unidos (1974-1977)

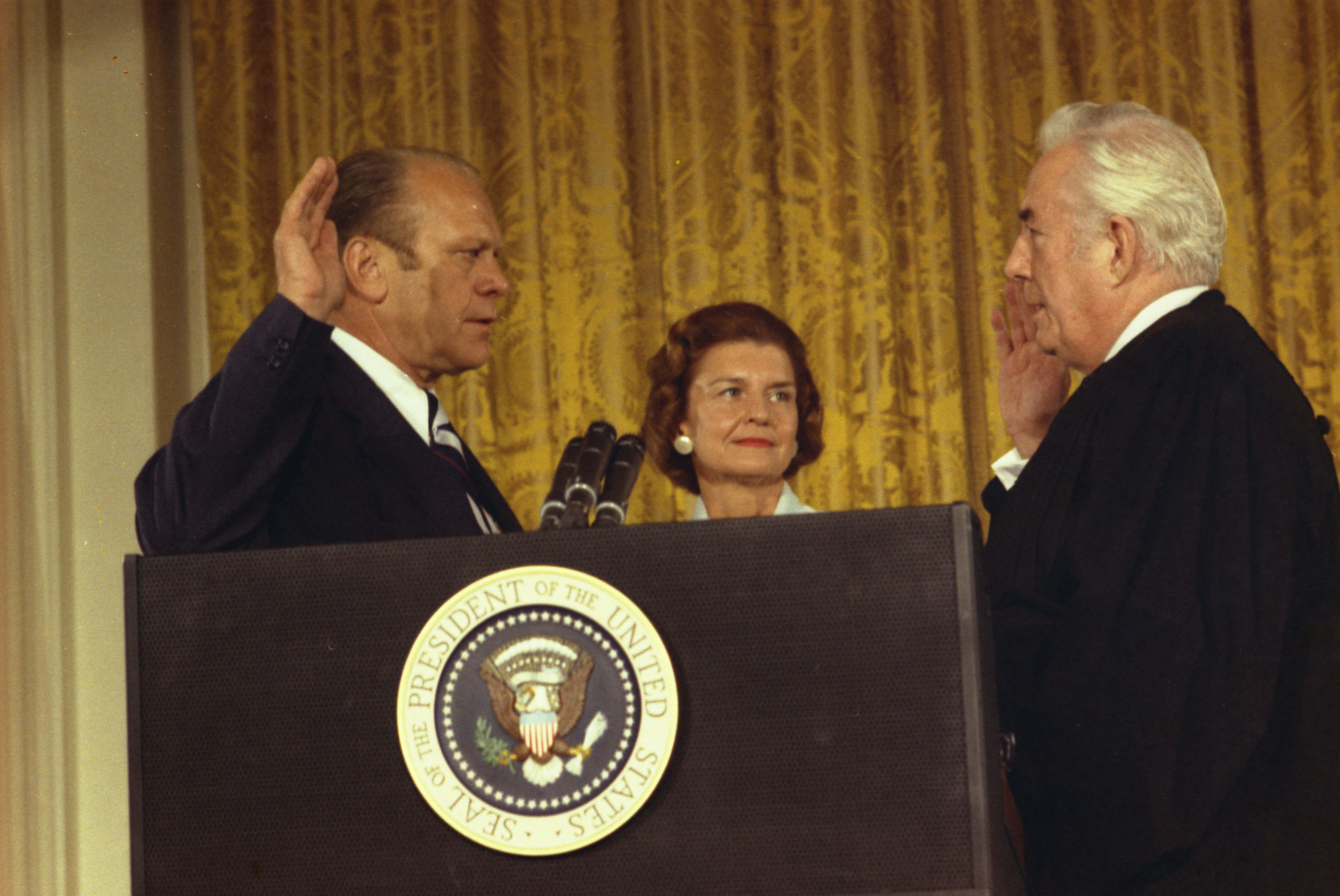
El presidente del Supremo Tribunal, Warren Burger, toma juramento al vicepresidente Gerald Ford como el 38.º presidente de los Estados Unidos en el Salón Este de la Casa Blanca mientras Betty Ford observa.

Ford en el Despacho Oval, 1974.

El 9 de agosto de 1974, tras apenas nueve meses como vicepresidente, Ford fue nombrado presidente de los Estados Unidos tras la dimisión del entonces presidente Richard Nixon, como consecuencia del escándalo Watergate. Durante su mandato, intentó recuperar la confianza de la nación en el gobierno, la cual se había visto empañada por el suceso. Pero uno de sus primeros y más controvertidos actos, fue el de promulgar el indulto a Nixon de todos los delitos federales que había cometido mientras se encontraba en su cargo. Este perdón fue firmado por Ford a las 48 horas de haber asumido la Presidencia. La misma, fue efectiva el 8 de septiembre de 1974, a través de la Proclamación de 4311 emitida por el presidente Ford, dándole a Nixon un total e incondicional perdón por cualquier delito que pudiera haber cometido en contra de Estados Unidos, mientras fue presidente. En una emisión televisada por cadena nacional Ford justificó la Proclamación, calificando a este indulto como uno de los mejores intereses del país.
El indulto a Nixon generó fuertes controversias. Los críticos se burlaron de la jugada calificándola como "un trato corrupto" que se había negociado entre ambos, argumentando a su vez que dicho perdón fue una muestra de agradecimiento por parte de Ford a Nixon, por haber promovido a través de su renuncia el ascenso a la presidencia del primero. Como consecuencia de esto, el primer secretario de prensa de Ford y amigo cercano Jerald Terhorst, renunció a su cargo en protesta.
Pronto se esforzó por cambiarle la cara a su administración, haciendo dimitir a la mayoría de los ministros de Richard Nixon. [cita requerida] Sólo el secretario de Estado, Henry Kissinger, y el recién nombrado secretario del Tesoro, William Simon, permanecieron en sus puestos. De acuerdo a los documentos internos de la Casa Blanca y de la Comisión publicados en febrero de 2016, el Archivo de Seguridad Nacional de la Universidad George Washington, Ford alteró significativamente el informe final de la Comisión Rockefeller que se encargaba de investigar las actividades domésticas de la CIA, sobre las objeciones del personal directivo de la Comisión. Entre los cambios más significativos estaba la eliminación de una sección de 86 páginas, todos los planes de asesinato de la CIA y numerosas ediciones en el informe del entonces Jefe de Gabinete de la Casa Blanca y futuro vicepresidente Dick Cheney.

## Política interior
Ford se enfrentó a tres problemas principales: el aumento de la inflación, el desempleo y la utilización de la energía. Intentó controlar la inflación a costa de limitar el gasto de los programas sociales. El presupuesto federal tuvo un déficit creciente todos los años en los cuales Ford fue presidente, desde finales del primer año de la segunda presidencia del republicano Nixon el país se hundió en la peor recesión desde la Gran Depresión cuatro décadas antes, sumados a la escasez de petróleo combustible que obligaban al racionamiento.
La economía era una gran preocupación durante la administración Ford. En octubre de 1974, en respuesta a la creciente inflación, Ford se presentó ante el público americano y les pidió sacrificios. En ese momento, se creía que la inflación sea la principal amenaza para la economía, más que el aumento del desempleo, para 1975 la inflación permanecía en dos dígitos, llegando al 12.37 % anual, uno de los niveles más altos en la historia estadounidense.
Redujo los impuestos a la población que disponía de más ingresos para que pudieran comprar más artículos. Se resistió a las peticiones de proyectos de obras públicas patrocinadas por el gobierno para crear empleo. El aumento del desempleo alcanzó el 9 % en mayo de 1975.
Su administración destacó por un constante enfrentamiento con el Congreso. En dos años de presidencia, hasta en 66 ocasiones utilizó el presidente Ford su derecho de veto sobre las decisiones del Congreso.

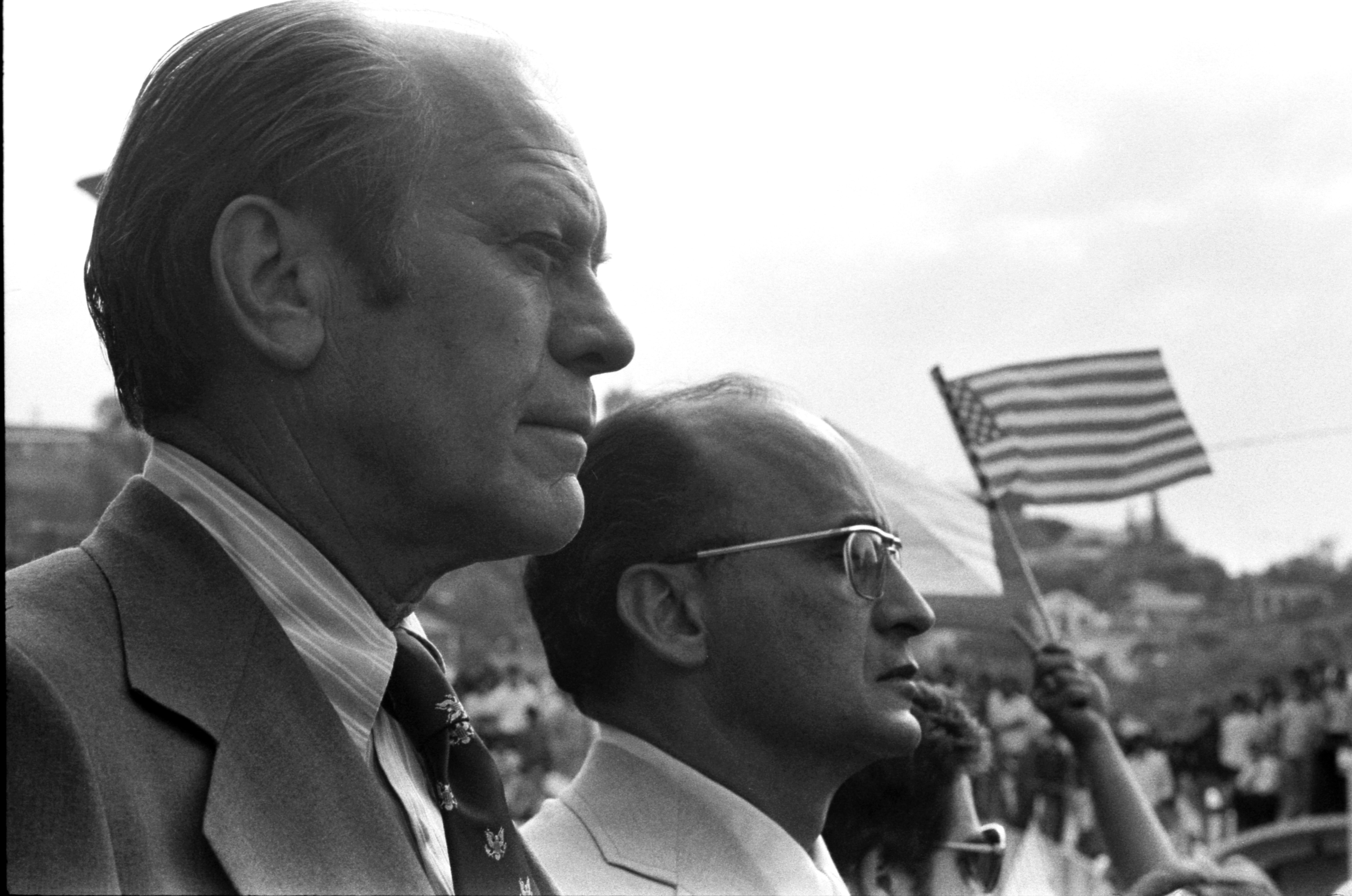
El presidente Ford junto al presidente mexicano Luis Echeverría.

En 1975 tuvo ocasión de nombrar a un juez para el Tribunal Supremo de EE. UU. para cubrir la vacante dejada por William Douglas. Escogió a John Paul Stevens, juez del 7.º Distrito de la Corte de Apelaciones. Gerald Ford estuvo en el poder 895 días, debido a la crisis política sin parangón, que llevó a buena parte de la opinión pública a exigir que Nixon pagase por sus actos, pero Ford optó por exonerarlo, una medida muy impopular en su momento que lo llevó a perder las elecciones de noviembre de 1976 frente al demócrata Jimmy Carter.

## Política exterior y defensa

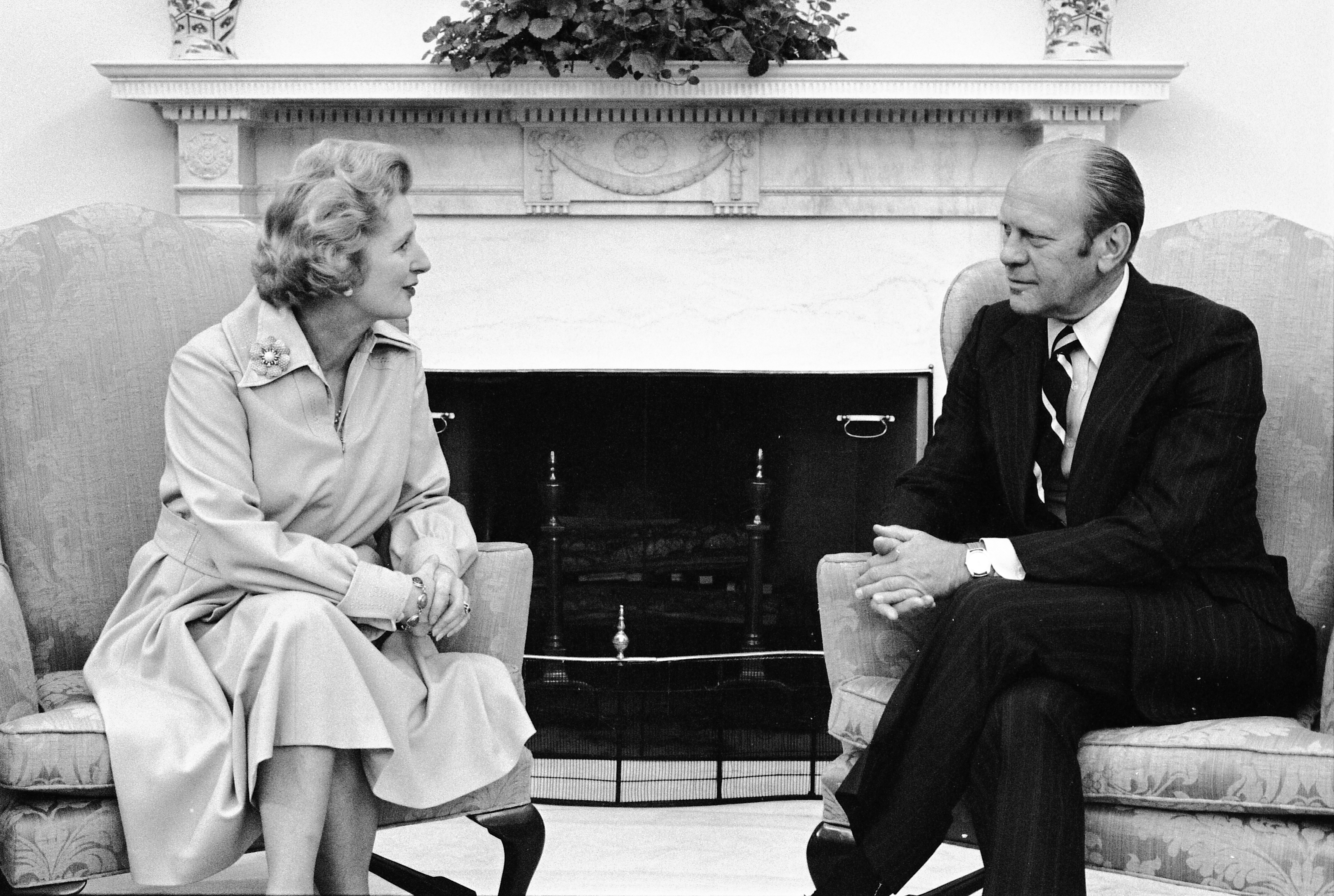
Gerald Ford reunido con la líder del Partido Conservador de Gran Bretaña, Margaret Thatcher, en el Despacho oval, el 18 de septiembre de 1975.

Era presidente cuando acabó la guerra de Vietnam. En abril de 1975, cuando el ejército de Vietnam del Norte tomaba Saigón, el presidente Ford ordenó la evacuación de 22.000 sudvietnamitas colaboradores de Estados Unidos y la salida de los últimos marines que quedaban en la embajada estadounidense. Vetó una serie de leyes de apropiación militar para contener el déficit presupuestario.

## Intentos de asesinato
A pesar de solo estar poco más de dos años en la Casa Blanca, el presidente Ford sufrió dos intentos de asesinato en 1975. El primero se produjo el 5 de septiembre en Sacramento, cuando una seguidora de Charles Manson (Lynette "Squeaky" Fromme), trató de matarle con cinco disparos de un Colt del calibre 45.
El segundo intento de asesinato se produjo sólo diecisiete días después en San Francisco. También una mujer, disparó al presidente con una pistola del calibre 38 cuando este salía del Saint Francis Hotel, pero no pudo apuntar bien gracias a la intervención de Oliver Sipple. En ambos casos, Ford resultó ileso.

## Elecciones de 1976

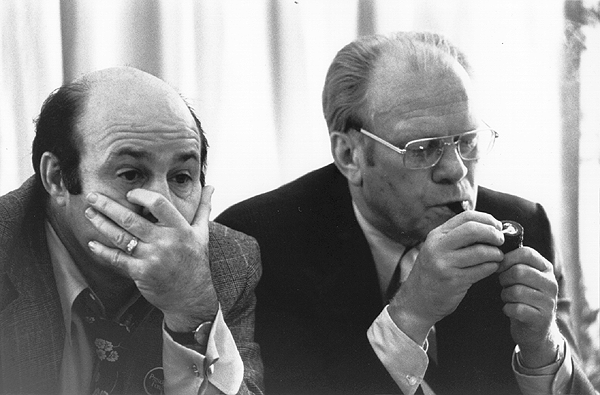
Gerald Ford (derecha) y Joe Garagiola reaccionan ante la noticia de la victoria de Carter en Texas, la noche de las elecciones de 1976.

En 1976 Ford derrotó a Ronald Reagan en la nominación presidencial del Partido Republicano tras unas durísimas elecciones primarias. Ford llegó a la convención de Kansas City con 1187 delegados. Reagan llegó con 1070. Para buscar un mínimo consenso, se vio obligado a prescindir de su vicepresidente, el liberal Nelson Rockefeller.
En las elecciones presidenciales de noviembre, Ford fue derrotado por Jimmy Carter, candidato del Partido Demócrata. Ford empezó la campaña, casi treinta puntos por debajo en estimación de voto, según la gran mayoría de las encuestas de opinión. Durante la campaña electoral se empleó a fondo, pero Carter se hizo con el 50 % del voto popular frente al 48 % de Ford.

## Papel en la Convención Nacional Republicana de 1980

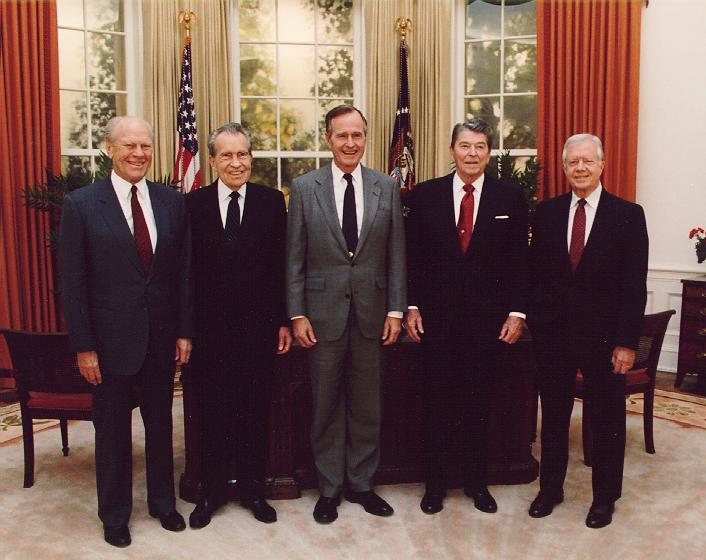
Los presidentes Gerald Ford, Richard Nixon, George H. W. Bush, Ronald Reagan y Jimmy Carter (de izquierda a derecha) en una reproducción del Despacho Oval durante la inauguración de la Biblioteca y Museo Presidencial de Ronald Reagan en 1991.

Ford siguió siendo influyente en los círculos republicanos después de que dejara su cargo, estando al borde de alcanzar la nominación vicepresidencial en 1980. En la Convención Nacional Republicana de 1980, celebrada en Detroit, era considerado como el favorito para hacerse con la nominación a la vicepresidencia. Las negociaciones se llevaron a cabo en los pisos 69 y 70 del Hotel Plaza de Detroit. Los negociadores de Ford eran Henry Kissinger, Alan Greenspan, Jack Marsh y Bob Barrett. Los negociadores de Reagan eran William Casey, Edwin Meese y Richard Wirthlin.
Cuando el acuerdo parecía inminente, Walter Cronkite entrevistó en la CBS a Gerald Ford, al que preguntó sobre su posible candidatura a la vicepresidencia, "¿Sería algo parecido a una co-presidencia?", a lo que Ford respondió "Eso es algo que el gobernador Reagan debiera considerar". El comentario de la "co-presidencia" no gustó nada a la gente de Reagan y las negociaciones se rompieron. Pero ya le quedaba poco tiempo al equipo de Reagan para decidirse por un candidato a la vicepresidencia, y esto provocó que finalmente recurrieran a la opción más fácil y se lo ofrecieran a George Bush, quien había sido rival de Reagan en las primarias.
Tiempo después Ford declaró que su principal objetivo en la convención había sido procurar que George Bush entrara en el ticket. Esto confirmó las sospechas de muchos de que Ford en realidad había actuado como agente de la Comisión Trilateral y la Chase Manhattan Bank (ahora parte del JP Morgan Chase & Co) para introducir a su hombre (George Bush) en la candidatura, procurando que el equipo de Reagan descuidara la planificación de alternativas ante la seguridad de que elegirían a Ford, para después en el último día de convención tener que recurrir a Bush ante la falta de tiempo y previsión.

## Fallecimiento y funeral

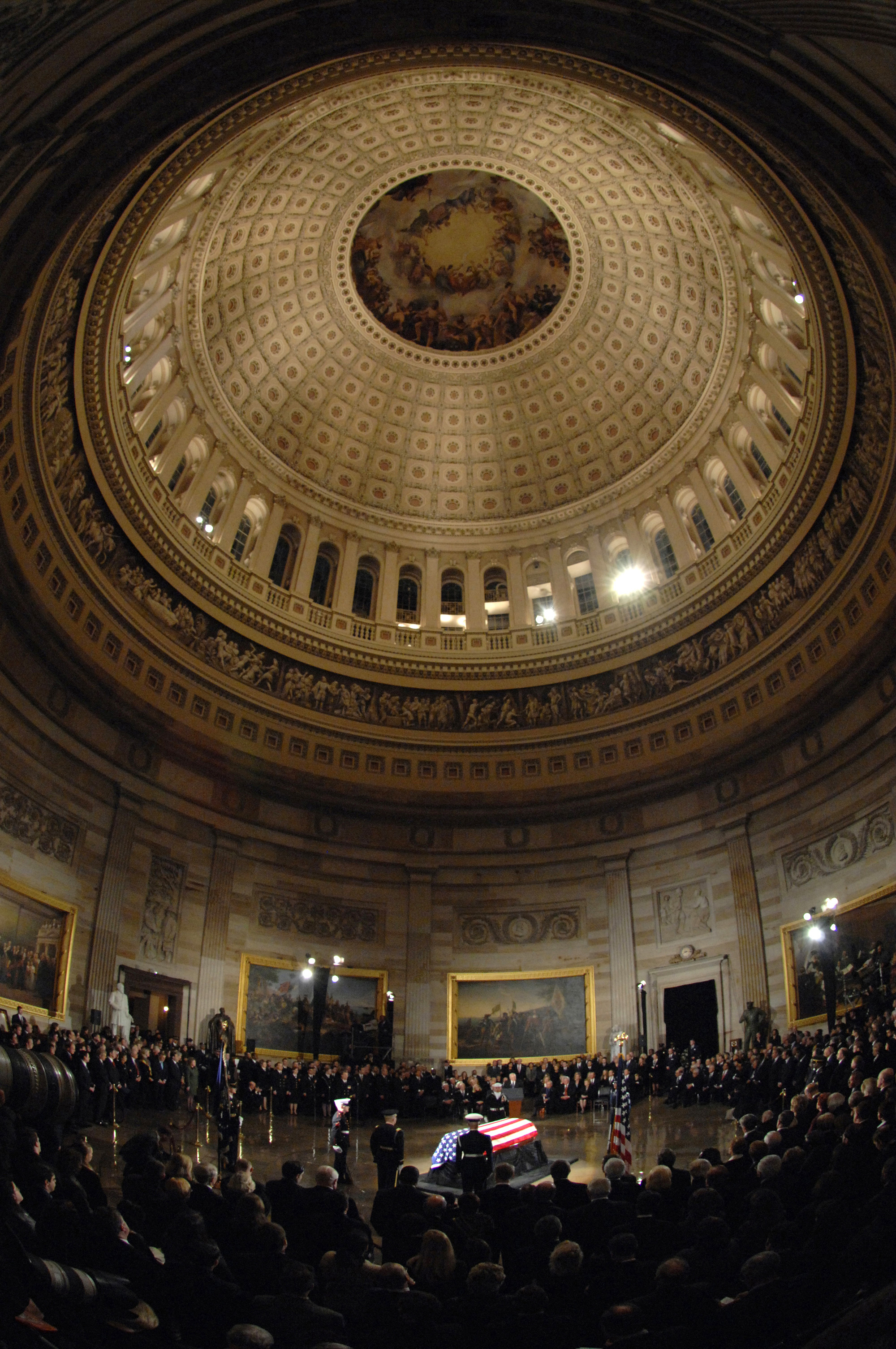
El presidente Ford fue velado bajo la cúpula central del Capitolio, en Washington D. C., 30 de diciembre de 2006.

Gerald Ford falleció a los 93 años y 165 días el día 26 de diciembre de 2006 a las 6:45 p. m., hora del Pacífico en su hogar en Rancho Mirage, California, el mismo día en que 34 años antes falleció otro expresidente estadounidense: Harry S. Truman. Se sabe que Ford adolecía de quebrantos en su salud por su avanzada edad, pero los detalles del deceso fueron mantenidos en privado por su familia, la cual estuvo congregada en el sepelio. El féretro de Ford fue situado bajo la cúpula central del Capitolio de los Estados Unidos, en Washington D. C., el 30 de diciembre de 2006, rodeado por miembros del Congreso. Gerald Ford fue el noveno mandatario del país en ser velado en la capilla ardiente del Capitolio. Estuvo debajo de la cúpula cuatro días, durante los cuales los ciudadanos pudieron rendirle sus respetos. El presidente George W. Bush decretó el día 2 de enero día nacional de luto; asistió al acto el vicepresidente Dick Cheney, que le dio a Betty Ford la bandera estadounidense y que fue colocada sobre el ataúd del fallecido presidente.